# 星野唯月
星野 唯月（ほしの いつき、1997年11月2日 - ）は、日本の元歌手、元女子プロレスラー。

## 経歴
2018年12月、中野たむ主催による『スターダム★アイドルズ』にて、星野まなねとしてアイドルとしてデビュー。
2019年7月10日にスターダムのプロテストに上谷沙弥とともに合格。11月23日の新木場1stRING大会でジャングル叫女相手にプロレスラーとしてデビューした。
2020年2月8日の後楽園ホール大会で小野崎玲皇相手に初勝利。その後、2月16日の新木場大会でSTARS入りを表明した。しかし、その後は体調不良による欠場に入り、回復すること無く7月26日をもって「選手活動を終了」する旨を発表する。
同年9月28日の後楽園ホール大会において、中野たむ相手にラストマッチを行う予定だったが直前に体調を崩し試合をキャンセル、退団の挨拶を行いリングを去った。
その後はホシノイツキ名義で歌手として活動していた。
2024年7月26日、ワールド女子プロレス・ディアナの興行にてプロレスラーとしての引退セレモニーを行い、8月25日のライブを持って星野唯月、並びにホシノイツキとしての活動を終了した。

## 人物
- スポーツ歴は陸上（短距離）とバスケットボール。
- 林下詩美から勧誘を受け、Queen's Quest入りを決めた同期の上谷沙弥から、一緒にここで成長しようと誘われるが、「私は沙弥の横じゃなくて沙弥を超えたい。だから私はSTARSに入りたいです！」とした[3]。
- アイドルグループ「flawless POP.」のメンバー星野唯月とは同姓同名で別人。

## 得意技
ウラカン・ラナ
スリーパー・ホールド

## 入場曲
- Valkily prayer
  - 長らくタイトルが不明だったが、引退後の2021年3月3日に発売されたテーマ曲CDにて曲名が明らかになった。
  - 本人が作詞した。また、歌唱も本人であり、2019年11月の大阪大会で生歌を披露している[7]。